# Lâu đài Vígľaš
Lâu đài Vígľaš (tiếng Slovakia: Vígľašský zámok) là một lâu đài tọa lạc ở rìa phía đông của làng Vígľaš, vùng Banská Bystrica, Slovakia.

## Lịch sử

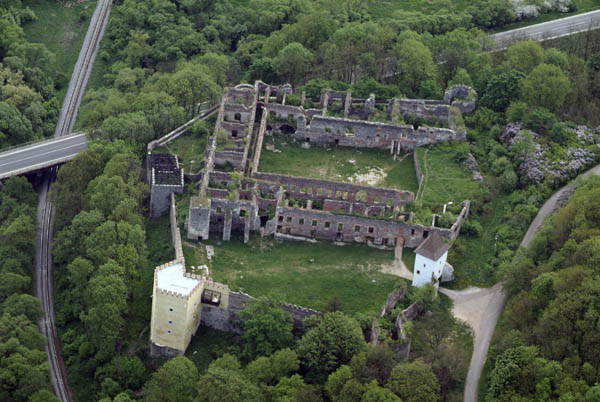
Tàn tích lâu đài đang trong quá trình tái thiết (2010)

Vào thế kỷ 14, Hoàng đế Lajos I của Hungary xây dựng lâu đài ở Vígľaš. Sau đó, Hoàng đế Sigismund của Thánh chế La Mã hoàn thành việc xây dựng lâu đài để biến nơi đây thành một nhà nghỉ săn bắn và nơi ở của hoàng gia. Năm 1424, Hoàng đế Sigismund trao tặng quyền quản lý lâu đài Vígľaš cho vợ ông là Nữ hoàng Barbora Celjská.
Vào thế kỷ 16, lâu đài đóng một vai trò quan trọng trong các cuộc chiến chống Thổ Nhĩ Kỳ. Trong thời kỳ này, một công sự mới và bốn tháp ở góc được xây thêm vào lâu đài. Một lực lượng quân đội thường trú đóng quân tại lâu đài. Quân nổi dậy Štefan Bočkaj tạm thời chiếm giữ lâu đài vào năm 1605. Về sau, lâu đài trở thành tài sản riêng của các gia đình phong kiến.
Vào thế kỷ 18, lâu đài được tái thiết thành một trang viên. Lâu đài được trùng tu lần cuối vào nửa sau thế kỷ 19. Chiến tranh thế giới thứ hai khiến phần lớn lâu đài bị hư hại nghiêm trọng và chỉ còn lại tàn tích. Một cuộc tái thiết toàn bộ tàn tích lâu đài đã diễn ra trong giai đoạn 2009 - 2013.